# Ortygospiza gabonensis
Ortygospiza gabonensis là một loài chim trong họ Estrildidae.